# 非国家暴力行为者
在國際關係學中，非国家暴力行为者是完全或部分独立于政府的个人或组织，而且他們通常通過威脅或暴力手段达到自己的目的。这些非国家暴力行为者可能是贩毒集团、宗教和意识形态组织、公司（如私人軍事服務公司）、民兵自卫组织以及由一国政府创建的準軍事組織。一些非国家暴力行为者持反政府立场，也有些会与政府合作。